# Aubois
Der Aubois ist ein Fluss in Frankreich, der im Département Cher, in der Region Centre-Val de Loire verläuft. Er entspringt im Gemeindegebiet von Augy-sur-Aubois entwässert generell Richtung Nord bis Nordost und mündet nach rund 43 Kilometern bei Marseilles-lès-Aubigny als linker Nebenfluss in die Loire.
In seinem Oberlauf wurde er zur Wasserversorgung des ehemaligen Schifffahrtskanals Canal de Berry genutzt, dessen Nordost-Abschnitt ihm bis zu seiner Einmündung in den Canal latéral à la Loire als Seitenkanal folgt.

## Orte am Fluss
- Augy-sur-Aubois
- Sancoins
- La Guerche-sur-l’Aubois
- Jouet-sur-l’Aubois
- Marseilles-lès-Aubigny